# Вуглепластик

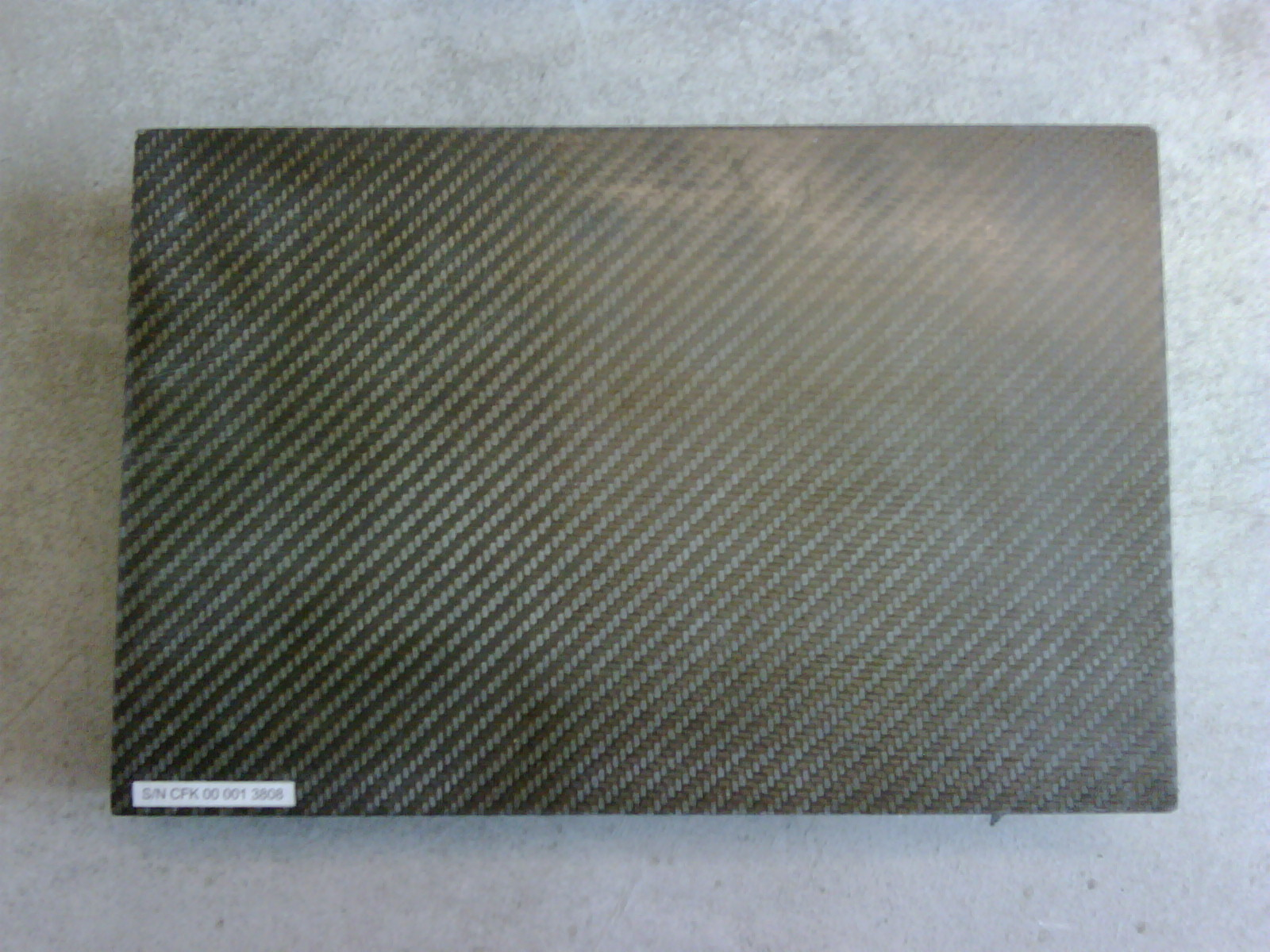
Армований вуглецевими нитками полімер

Вуглепла́стик — композитний матеріал на основі смол та вуглецевих волокон. Складається з армувального наповнювача із вуглецевого волокна і полімерної матриці. Існують десятки способів виготовлення пластикових деталей.
Вуглепластики застосовуються для виготовлення оболонок літаків, деталей двигунів, звукопоглинаючих мотогондол, елементів космічних апаратів тощо.
Композитний матеріал цього типу виявився найпридатнішим для виготовлення лопастей вітряків електростанцій.
Міцність вуглепластику залежить від міцності волокон, параметрів матриці, дотичної напруги на границі волокно-матриця, та термонапруг, що виникають при охолодженні композитного матеріалу від температури полімеризації.